# Jan Brzękowski
Jan Brzękowski, né le 18 décembre 1903 à Nowy Wiśnicz (Autriche-Hongrie, aujourd'hui en Pologne) et mort le 3 août 1983 dans le 14e arrondissement de Paris, est un écrivain polonais.

## Biographie
Jan est le fils de Jan Brzękowski et Wanda Jarosz. Il épouse Maria Marcela Kwiek.
En 1928, il s'établit en France. Dès 1929, il est théoricien et fondateur du groupe a.r. (en polonais : artyści rewolucyjni, awangarda rzeczywista; l'avant-garde réelle – les artistes révolutionnaires), avec Katarzyna Kobro, Henryk Stazewski, Władysław Strzemiński et Julian Przyboś.
Il meurt à son domicile parisien du boulevard Arago, à l'âge de 79 ans.